# 帰ってきたベン・ケーシー
帰って来たベン・ケーシー（The Return of Ben Casey）とは、ジョセフ・L・スキャンラン監督で1988年制作の米国の映画である。
1961年ヴィンセント・エドワーズ主演の州立病院を舞台とした医学ドラマの後編という設定である。
日本でも放送されたが、ベン・ケーシーの吹替は滝田裕介ではなく、小林勝彦が担当している。

## ストーリー
州立病院にかつての伝説の脳外科医ベン・ケーシーが、若くて優秀だが経験不足の外科医たちを鍛えるために陸軍病院から医長として戻ってきた。このときかつてベンの理解者だったゾーバス博士は天に召され、恋人だった女医の麻酔医のケイトとはゴールインしたが結局離婚に至っている。
同僚だったテッドは開業して成功し裕福な生活を送っている。周囲と妥協できない性格のベンは、相変わらず周囲と軋轢を起こし敬して遠ざけられる存在だった。
はたしてどんな波乱が巻き起こるやら。

## キャスト

### 脚本
- ジェームズ・E・モーサー

### 原案
バリー・オリンジャー

### 出演
- ヴィンセント・エドワーズ
- グウィニス・ウォルシュ
- ハリー・ランダース
- アル・ワックスマン
- ジェイソン・ブリッカー
- オーガスト・シェレンバーグ
- トレイシー・ムーア
- アラン・カッツ
- テディ・リー・ディロン
- カサンドラ・エドワーズ
- ステファニー・ビドル
- リンダ・メイソン・グリーン
- バーバラ・イヴ・ハリス
- ジョアンヌ・ヴァニコラ

### 製作
- ボブ・クーパー
- ジュリアン・マークス

### 音楽
- マーク・スノウ